# Georges Liautaud

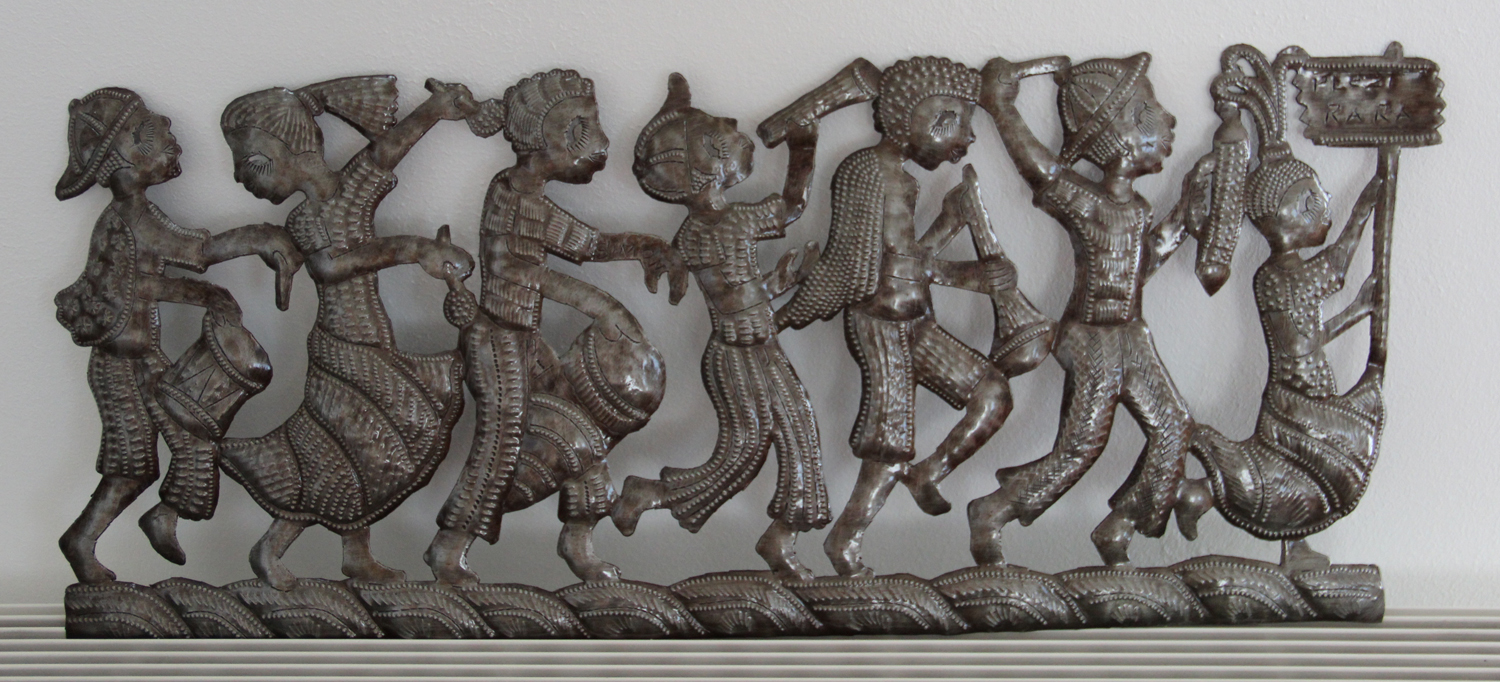
Haitisk relief i bosmétal

Georges Liautaud, född 26 januari 1899 i Croix des Bouquets i Haiti, död i augusti 1991 i Haiti, var en haitisk skulptör. 
Georges Liautaud utbildade sig till smed i Port-au-Prince och arbetade på Haitian-American Sugar Company med att reparera järnvägsräls för sockerindustrin. Han öppnade på 1940-talet en egen smedja, i vilken han bland annat smidde konstfullt utformade kors för kyrkogårdar, vilket 1953 uppmärksammades av den i Haiti verkande amerikanske målaren DeWitt Peters (död  1966). Han blev därefter känd, också i Frankrike och USA.
Han började en skulpturmetod med att skära ut plåt ur använda oljefat, som sedan bearbetades till reliefer med handmejsel och bågfil. Denna kallas "bosmétal" och har senare använts av andra haitiska konstnärer som Serge Jolimeau och Gabriel Bien-Aime.
I januari 2009 öppnades i Croix des Bouquets Le Musée Georges Liautaud. 